# C.F.E. Horneman
Christian Frederik Emil Horneman, född den 17 december 1840 i Köpenhamn, död där den 8 juni 1906, var en dansk tonsättare och dirigent. Han var son till Emil Horneman.
Horneman var elev till Ignaz Moscheles, Ernst Richter, Moritz Hauptmann med flera vid Leipzigs konservatorium, öppnade i Köpenhamn en musikhandel, stiftade tillsammans med andra musiksällskapet Euterpe (1864), som han dirigerade, och 1874 med Otto Malling "Koncertforeningen" samt 1880 ett musikinstitut och fick 1888 professors titel. 
Hornemans opera Aladdin, gavs 1888 i Köpenhamn med Arvid Ödmann i titelrollen. Han komponerade vidare bland annat körverket Kalanus, musik till Holger Drachmanns Esther (1889), Pedro Calderón de la Barcas Dommeren i Zalamea, sånger och duetter. Horneman deltog som dirigent i andra nordiska musikfesten i Stockholm 1897.

## Utmärkelser
- Riddare av Dannebrogorden,  1906[3]

[Redigera Wikidata]